# S.T. Gordon
S.T. Gordon (ur. 18 kwietnia 1959 roku w Pasco) amerykański bokser zawodowy, były mistrz świata WBC w wadze junior ciężkiej.

## Kariera zawodowa
Gordon zadebiutował 22 lutego 1977 roku przegrywając na punkty pojedynek z Alvaro Lopezem. 6 czerwca 1979 znokautował Earla Trippa zdobywając tytuł mistrza stanu Nevada w wadze junior ciężkiej. 27 czerwca 1982 zdobył mistrzostwo świata WBC w wadze junior ciężkiej pokonując przez techniczny nokaut w drugiej rundzie Carlosa De Leóna. 16 lutego 1983 obronił pas w walce przeciw Jesse Burnettowi którego pokonał przez TKO w ósmej rundzie. Swój tytuł stracił w kolejnej obronie a równocześnie walce rewanżowej z Carlosem De Leónem z którym przegrał wysoko na punkty. Po tej porażce zakończył karierę. 15 października 1987 powrócił na ring jednakże został znokautowany już w pierwszej rundzie przez Dwaina Bondsa.